# Ligurasa
Ligurasa (makedonska: Лигураса) är ett bergspass i Nordmakedonien.   Det ligger i kommunen Prilep, i den centrala delen av landet, 80 kilometer söder om huvudstaden Skopje. Ligurasa ligger 1 147 meter över havet.